# Leichtathletik-Weltmeisterschaften 2015/Teilnehmer (China)
| Gelbes Symbol für Goldmedaillen mit stilisierten Olympischen Ringen | Graues Symbol für Silbermedaillen mit stilisierten Olympischen Ringen | Braundes Symbol für Bronzemedaillen mit stilisierten Olympischen Ringen |
| ------------------------------------------------------------------- | --------------------------------------------------------------------- | ----------------------------------------------------------------------- |
| 1                                                                   | 7                                                                     | 1                                                                       |

Der Leichtathletikverband Chinas nominierte 66 Athleten für die Leichtathletik-Weltmeisterschaften 2015 in der heimischen Hauptstadt Peking.

## Medaillen
Mit einer gewonnenen Gold-, sieben Silber- und einer Bronzemedaille belegte das chinesische Team Rang 11 im Medaillenspiegel.

### Medaillengewinner

#### Gold
- Liu Hong: 20 km Gehen

#### Silber
- Wang Zhen: 20 km Gehen, Männer
- Mo Youxue, Xie Zhenye, Su Bingtian und Zhang Peimeng: 4 × 100 m
- Zhang Guowei: Hochsprung
- Lü Xiuzhi: 20 km Gehen, Frauen
- Gong Lijiao: Kugelstoßen
- Zhang Wenxiu: Hammerwurf
- Lü Huihui: Speerwurf

#### Bronze
- Wang Jianan: Weitsprung

## Ergebnisse

### Männer

#### Laufdisziplinen
| Athlet                                         | Disziplin    | Vorlauf      | Vorlauf | Halbfinale         | Halbfinale         | Finale             | Finale             |
| Athlet                                         | Disziplin    | Zeit         | Platz   | Zeit               | Platz              | Zeit               | Platz              |
| ---------------------------------------------- | ------------ | ------------ | ------- | ------------------ | ------------------ | ------------------ | ------------------ |
| Su Bingtian                                    | 100 m        | 10,03 s      | 10      | 9,99 s NR          | 7                  | 10,06 s            | 9                  |
| Zhang Peimeng                                  | 100 m        | 10,13 s SB   | 22      | nicht qualifiziert | nicht qualifiziert | nicht qualifiziert | nicht qualifiziert |
| Xie Zhenye                                     | 200 m        | DSQ          | DSQ     | –––                | –––                | –––                | –––                |
| Guo Zhongze                                    | 400 m        | 46,42 s      | 42      | nicht qualifiziert | nicht qualifiziert | nicht qualifiziert | nicht qualifiziert |
| Duo Bujie                                      | 5000 m       | 14:07,35 min | 34      |                    |                    | nicht qualifiziert | nicht qualifiziert |
| Guan Siyang                                    | Marathon     |              |         |                    |                    | 2:30:17 h          | 34                 |
| Muhan Hasi                                     | Marathon     |              |         |                    |                    | DNF                | DNF                |
| Xu Wang                                        | Marathon     |              |         |                    |                    | 2:23:08 h          | 24                 |
| Xie Wenjun                                     | 110 m Hürden | 13,44 s      | 15      | 13,39 s            | 15                 | nicht qualifiziert | nicht qualifiziert |
| Zhang Honglin                                  | 110 m Hürden | DNF          | DNF     | –––                | –––                | –––                | –––                |
| Cheng Wen                                      | 400 m Hürden | 49,56 s PB   | 26      | 49,62 s            | 21                 | nicht qualifiziert | nicht qualifiziert |
| Cai Zelin                                      | 20 km Gehen  |              |         |                    |                    | 1:20:42 h          | 5                  |
| Chen Ding                                      | 20 km Gehen  |              |         |                    |                    | 1:21:39 h          | 9                  |
| Wang Zhen                                      | 20 km Gehen  |              |         |                    |                    | 1:19:29 h          | Silber             |
| Wu Qianlong                                    | 50 km Gehen  |              |         |                    |                    | 3:51:35 h          | 14                 |
| Yu Wei                                         | 50 km Gehen  |              |         |                    |                    | 3:45:21 h PB       | 7                  |
| Wu Qianlong                                    | 50 km Gehen  |              |         |                    |                    | 3:44:39 h PB       | 6                  |
| Mo Youxue Xie Zhenye Su Bingtian Zhang Peimeng | 4 × 100 m    | 37,92 s AR   | 4       |                    |                    | 38,01 s            | Silber             |

#### Sprung/Wurf
| Athlet        | Disziplin      | Qualifikation | Qualifikation | Finale             | Finale             |
| Athlet        | Disziplin      | Weite/Höhe    | Platz         | Weite/Höhe         | Platz              |
| ------------- | -------------- | ------------- | ------------- | ------------------ | ------------------ |
| Wang Yu       | Hochsprung     | 2,26 m        | 18            | nicht qualifiziert | nicht qualifiziert |
| Zhang Guowei  | Hochsprung     | 2,31 m        | 1             | 2,33 m             | Silber             |
| Yao Jie       | Stabhochsprung | 5,65 m PB     | 22            | nicht qualifiziert | nicht qualifiziert |
| Zhang Wei     | Stabhochsprung | 5,55 m        | 28            | nicht qualifiziert | nicht qualifiziert |
| Gao Xinglong  | Weitsprung     | 8,11 m        | 5             | 8,14 m SB          | 4                  |
| Li Jinzhe     | Weitsprung     | 8,10 m        | 6             | 8,10 m             | 5                  |
| Wang Jianan   | Weitsprung     | 8,12 m        | 4             | 8,18 m             | Bronze             |
| Cao Shuo      | Dreisprung     | 16,66 m       | 15            | nicht qualifiziert | nicht qualifiziert |
| Dong Bin      | Dreisprung     | 16,44 m       | 18            | nicht qualifiziert | nicht qualifiziert |
| Xu Xiaolong   | Dreisprung     | 16,44 m       | 24            | nicht qualifiziert | nicht qualifiziert |
| Zhao Qinggang | Speerwurf      | 79,47 m SB    | 17            | nicht qualifiziert | nicht qualifiziert |

### Frauen

#### Laufdisziplinen
| Athletin                                          | Disziplin        | Vorlauf        | Vorlauf | Halbfinale         | Halbfinale         | Finale             | Finale             |
| Athletin                                          | Disziplin        | Zeit           | Platz   | Zeit               | Platz              | Zeit               | Platz              |
| ------------------------------------------------- | ---------------- | -------------- | ------- | ------------------ | ------------------ | ------------------ | ------------------ |
| Wei Yongli                                        | 100 m            | 11,28 s PB     | 21      | 11,27 s PB         | 22                 | nicht qualifiziert | nicht qualifiziert |
| Liang Xiaojing                                    | 200 m            | 23,57 s PB     | 45      | nicht qualifiziert | nicht qualifiziert | nicht qualifiziert | nicht qualifiziert |
| Zhao Jing                                         | 800 m            | 2:03,08 min SB | 37      | nicht qualifiziert | nicht qualifiziert |                    |                    |
| Ding Changqin                                     | Marathon         |                |         |                    |                    | 2:33,04 h          | 16                 |
| He Yinli                                          | Marathon         |                |         |                    |                    | 2:41,42 h          | 28                 |
| Wang Xueqin                                       | Marathon         |                |         |                    |                    | 2:45,05 h          | 37                 |
| Wu Shuijiao                                       | 100 m Hürden     | 13,09 s        | 22      | 13,06 s            | 19                 | nicht qualifiziert | nicht qualifiziert |
| Xiao Xia                                          | 400 m Hürden     | 58,12 s        | 32      | nicht qualifiziert | nicht qualifiziert | nicht qualifiziert | nicht qualifiziert |
| Zhang Xinyan                                      | 3000 m Hindernis | 10:13,25 min   | 40      |                    |                    | nicht qualifiziert | nicht qualifiziert |
| Liu Hong                                          | 20 km Gehen      |                |         |                    |                    | 1:27:45 h          | Gold               |
| Lü Xiuzhi                                         | 20 km Gehen      |                |         |                    |                    | 1:27:45 h          | Silber             |
| Nie Jingjing                                      | 20 km Gehen      |                |         |                    |                    | 1:32:40 h          | 17                 |
| Liang Xiaojing Kong Lingwei Lin Huijun Wei Yongli | 4 × 100 m        | 43,18 s        | 10      |                    |                    | nicht qualifiziert | nicht qualifiziert |
| Huang Guifen Wang Huan Li Xue Cheng Chong         | 4 × 400 m        | 3:34,98 min    | 16      |                    |                    | nicht qualifiziert | nicht qualifiziert |

#### Sprung/Wurf
| Athletin       | Disziplin      | Qualifikation | Qualifikation | Finale             | Finale             |
| Athletin       | Disziplin      | Weite/Höhe    | Platz         | Weite/Höhe         | Platz              |
| -------------- | -------------- | ------------- | ------------- | ------------------ | ------------------ |
| Zheng Xingjuan | Hochsprung     | 1,80 m        | 26            | nicht qualifiziert | nicht qualifiziert |
| Li Ling        | Stabhochsprung | 4,55 m        | 11            | 4,60 m             | 9                  |
| Ren Mengqian   | Stabhochsprung | 4,15 m        | 25            | nicht qualifiziert | nicht qualifiziert |
| Lu Minjia      | Weitsprung     | 6,01 m        | 30            | nicht qualifiziert | nicht qualifiziert |
| Li Xiaohong    | Dreisprung     | 13,52 m       | 21            | nicht qualifiziert | nicht qualifiziert |
| Li Yanmei      | Dreisprung     | 13,57 m       | 20            | nicht qualifiziert | nicht qualifiziert |
| Wang Wupin     | Dreisprung     | 13,48 m       | 23            | nicht qualifiziert | nicht qualifiziert |
| Gao Yang       | Kugelstoßen    | 18,21 m       | 9             | 19,04 m PB         | 5                  |
| Gong Lijiao    | Kugelstoßen    | 19,11 m       | 3             | 20,30 m            | Silber             |
| Guo Tianqian   | Kugelstoßen    | 17,10 m       | 16            | nicht qualifiziert | nicht qualifiziert |
| Lu Xiaoxin     | Diskuswurf     | 58,55 m       | 21            | nicht qualifiziert | nicht qualifiziert |
| Su Xinyue      | Diskuswurf     | 61,68 m       | 10            | 62,90 m            | 8                  |
| Tan Jian       | Diskuswurf     | 59,84 m       | 16            | nicht qualifiziert | nicht qualifiziert |
| Liu Tingting   | Hammerwurf     | 67,07 m       | 22            | nicht qualifiziert | nicht qualifiziert |
| Wang Zheng     | Hammerwurf     | 73,06 m       | 3             | 73,83 m            | 5                  |
| Zhang Wenxiu   | Hammerwurf     | 72,92 m SB    | 4             | 76,33 m SB         | Silber             |
| Li Lingwei     | Speerwurf      | 65,07 m SB    | 2             | 64,10 m            | 5                  |
| Lü Huihui      | Speerwurf      | 63,15 m       | 10            | 66,13 m AR         | Silber             |
| Zhang Li       | Speerwurf      | 61,80 m SB    | 14            | nicht qualifiziert | nicht qualifiziert |